# Minimoni
Le Minimoni (ミニモニ。) sono state un girl group giapponese idol nato nel 2000 come progetto parallelo alle Morning Musume. Come quest'ultimo sono state associate a Hello! Project. Il gruppo dal 2009 al 2011 è stato attivo in forma revival col nome Shin Minimoni (新ミニモニ。).

## Formazione
Minimoni
- Mari Yaguchi
- Mika Todd
- Nozomi Tsuji
- Ai Takahashi

Shin Minimoni
- Linlin
- Fukuda Kanon
- Akari Takeuchi
- Karin Miyamoto

## Discografia
Album
- 2002 - Minimoni Song Daihyakka Ikkan
- 2003 - Minimoni ja Movie: Okashi na Daibōken! Original Soundtrack
- 2004 - Minimoni Songs 2

Singoli
- 2001 - Minimoni Jankenpyon! / Haru Natsu Aki Fuyu Daisukki!
- 2001 - Minimoni Telephone! Rin Rin Rin / Minimoni Bus Guide
- 2001 - Minihams no Ai no Uta
- 2002 - Minimoni Hinamatsuri!/Mini Strawberry Pie
- 2002 - Aiin Taisō / Aiin! Dance no Uta
- 2002 - Genki Jirushi no Ōmori Song/Okashi Tsukutte Okkasi!
- 2002 - Minihams no Kekkon Song
- 2003 - Rock 'n' Roll Kenchōshozaichi (Oboechaina Series)
- 2003 - Minimoni Kazoe Uta (Ofuro Version) / Minimoni Kazoe Uta (Date Version)
- 2003 - Crazy About You
- 2003 - Mirakururun Grand Purin! / Pi~hyara Kouta
- 2004 - Lucky Cha Cha Cha!